# Grafschaft Steinamanger
Die Grafschaft Steinamanger (auch Grafschaft Savaria oder Grafschaft Sabaria) war eine Grafschaft des Bairischen Ostlandes der Karolingerzeit und bildete gemeinsam mit der (wesentlich größeren) Donaugrafschaft das fränkisch-baierische Gebiet Oberpannonien. Sie bestand von ca. 825 bis 907. Danach wurde das Gebiet von den Magyaren erobert.

## Gebiet

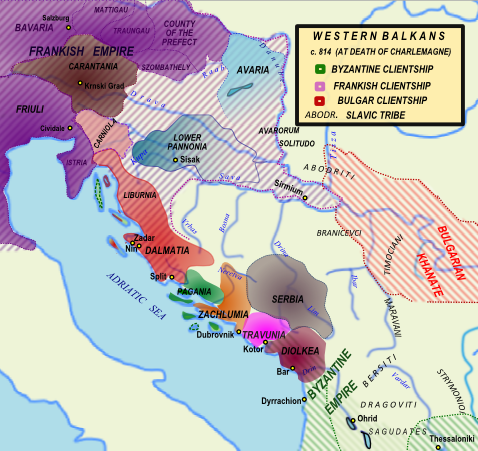
Das Szombathelische Gebiet 814

Die Grafschaft um Steinamanger und die Donaugrafschaft sind die beiden ersten urkundlich erwähnten „Territorial-Grafschaften“ des baierischen Ostlandes, bei denen es sich nicht bloß um Mandatsgebiet, sondern bereits um territorial abgesteckte Verwaltungseinheiten handelt. Als Vorort wird häufig die alte Römerstadt Savaria angenommen; die dort rekonstruierte Grafenburg lässt sich jedoch weder historisch noch archäologisch bislang nachweisen. Die ungefähren Grenzen der Grafschaft lagen an den Flüssen Zöbernbach, Güns, Raab/Rabnitzbach, Pinka und Lafnitz. Benachbarte Herrschaftsbereiche waren im Süden und Südosten das Pannonische Fürstentum im Westen die Grafschaft Karantanien und im Norden die Donaugrafschaft. Die Grenzen entsprachen in etwa jenen des späteren ungarischen Komitates Eisenburg. Der Zöbernbach, der vor Mitte des 9. Jahrhunderts als „rivolus qui vocatur Seuria“ erwähnt wurde, hat seinen Namen von Savaria. Vom Bach abgeleitet ist der Name der Niederösterreichischen Ortschaft Zöbern.

## Entstehung
Das Gebiet der Grafschaft gehörte bis zum Ende des 8. Jahrhunderts zum Awarenreich. Um 800 eroberte Karl der Große das Reich und gliederte danach die Gegend um Savaria in das Frankenreich ein. Zwischen 805 und 828 bestand zwischen Carnuntum und Savaria das nunmehr den Franken tributpflichtige Awaren-Khaganat, das eine Pufferzone zwischen Frankenreich und Großbulgarischen Reich bildete. Da die awarischen Fürsten dieser militärischen Aufgabe offenbar nicht mehr gewachsen waren, wurde vermutlich bereits vor 825 der baierische Graf Rihheri mit der Verwaltung des Gebietes um Savaria im Süden das Khaganats beauftragt, und dieses damit in eine Grafschaft nach fränkischem Muster umgewandelt. 828 wurde das Awaren-Khaganat endgültig aufgelöst. Die erste urkundliche Erwähnung der Grafschaft stammt aus dem Jahr 844.

## Politik
Die Grafschaft unterstand dem vom König beauftragten Präfekten des Ostlandes. Erster Graf war der zur Zeit Kaiser Ludwigs des Frommen eingesetzte Rihheri. Nach dem Sturz des Magnaten Ratpot ging die Leitung der Ostlandpräfektur in Person des Prinzen Karlmann im Jahre 856 direkt an das karolingische Königshaus. Karlmann setzte die Brüder Wilhelm II. und Engelschalk I., die wie Rihheri selbst Mitglieder der Familie der Wilhelminer gewesen sind, als Oberaufsicht über die Grafschaft ein.
Im Zuge der bald einsetzenden Kompetenzstreitigkeiten zwischen König Ludwig dem Deutschen und seinem Sohn Karlmann wurde der königstreue Rihheri 860 durch Odalrich, einen Gefolgsmann des Prinzen, ersetzt. Odalrich war schon seit einiger Zeit in der baierischen Führungselite etabliert und war bereits 848 im Kreise der höchsten Herren Baierns bei der Schenkung seiner bisherigen Lehensgüter an Pribina, den Fürsten des benachbarten pannonischen Fürstentums, in der Königsstadt Regensburg anwesend.
Der König reagierte auf die Machtansprüche des Sohnes, indem er umfangreiche Ländereien in dessen Mandatsbereich an die baierische Kirche verschenkte. Darunter befanden sich 20 Mansen im Ort Savariae vadum in der Grafschaft Odalrichs, die im Mai 860 dem Kloster Mattsee als Allod vermacht wurden. Am 20. November desselben Jahres ging durch eine „überaus reichliche“ königliche Schenkung von Gütern im gesamten Ostland neben anderen Kirchen und Ortschaften der Grafschaft, wie beispielsweise Prostrum und vermutlich Pinkafeld, mit der Stadt Savaria (Steinamanger) sogar der Sitz des Grafen in das Eigentum des Salzburger Erzbischofs über. Die Schenkungsurkunde enthält den – aufgrund der erst kurzen Amtszeit Odalrichs – beachtenswerten Hinweis, dass die geschenkten Güter aus dem Erbeigentum des Dynasten Odalrich und anderer Getreuer des Königs hervorgegangen seien. Graf Odalrich hatte in der Funktion eines Königsboten die Aufgabe den Bischof in seinen neuen Besitz einzuweisen.
869 kämpfte Odalrich mit seiner Heeresabteilung bei Baden an der Seite des Prinzen Karlmann gegen Mähren unter deren Fürsten Svatopluk. Nach dem Tod der Wilhelminerbrüder im Kampf gegen die Mährer 871 setzte sich der König wieder einmal über Sohn Karlmann hinweg und übergab die Leitung Oberpannoniens an den Markgrafen Aribo I., dem ein Graf Ernst als letzter bekannter Leiter der Grafschaft, in Steinamanger als Nachfolger Odalrichs an die Seite gestellt wurde. Aber auch weitere Nachfolger als Grafen von Steinamanger sind nicht auszuschließen.

## Kirche
Die Kirchengeschichte des baierischen Ostlandes war beherrscht von der Christianisierung in den vormals heidnisch-awarischen Landstrichen. Vor 830 dürfte vermutlich ein Presbyter der höchstrangige Kirchenvertreter in der Grafschaft gewesen sein. Zur Zeit des Präfekten Gerold (II.) wurde durch König Ludwig dem Deutschen um 830 die Grafschaft Steinamanger dem Erzbistum Salzburg zugeordnet. Der erste hier namentlich bekannte kirchliche Leiter war Priester Dominicus, der am 15. September 844 von König Ludwig dem Deutschen Güter in Brunnaron zur Kolonisation geschenkt bekam und nach dessen Tod vermutlich ein Diakon eingesetzt wurde. Durch die Schenkung vom November 860 an den Salzburger Bischof wurde dessen Position und Einfluss in der Grafschaft erheblich gestärkt.
Vor allem in der Zeit zwischen 850 und 879 entstanden die ersten Kirchen in der Grafschaft, bei denen es sich höchstwahrscheinlich um jene von Pilgersdorf, Pinkafeld, Meszlen, Kukmirn, Prostrum, St. Rupprecht, Ussitin, Businiza, Savaria, Ablanza und möglicherweise St. Veit gehandelt hat.

## Auflösung
Beginn des 10. Jahrhunderts kam es zu schweren Zusammenstößen zwischen dem Baierischen Ostland und den Magyaren. Schon 894 hatten die Magyaren „ganz Pannonien“ verheert. Inwiefern die Grafschaft Steinamanger davon betroffen war, ist ebenso unbekannt wie die Antwort auf die Frage ob sich Truppen der Grafschaft im baierischen Heerbann befanden als in der Schlacht von Pressburg am 4. Juli 907 die Baiern vernichtend geschlagen wurden. Der Oberherr über Steinamanger, Markgraf Aribo, dürfte jedenfalls höchstwahrscheinlich nicht an dieser Schlacht teilgenommen haben.
Spätestens nach der Schlacht von Pressburg übernahmen die Magyaren die Macht im Grafschaftsgebiet, lösten die fränkische Führungsstruktur auf und ersetzten sie durch eine eigene Administration. Auch nach der Schlacht auf dem Lechfeld von 955, als sich die Magyaren aus Teilen des Ostlandes wieder zurückziehen mussten, blieb die Lafnitz Grenzfluss zwischen Ungarn und dem neu entstandenen Heiligen Römischen Reich. Das Gebiet der ehemaligen Grafschaft befand sich nun im „Grenzödland“ des ungarischen Verteidigungssystems Gyepű und teilte sich danach die Geschichte mit Westungarn sowie dem späteren Burgenland.